# 3B junior
3B junior（スリービージュニア）は、芸能事務所スターダストプロモーションに属する女性タレント14人で構成された、かつて存在した女性アイドルグループである。ももいろクローバーZなどのグループと共にSTARDUST PLANET（略称：スタプラ）を構成していた。

## 概要
（2014年10月以前に存在した同名のプロジェクトについては当ページで後述する「#旧 3B junior」の項や「STARDUST PLANET」の「#旧 3B junior」の項を参照。）
2013年12月1日よりオーディションが開始され、オーディションに合格したメンバーがももいろクローバーZの国立競技場ライブ（2014年3月15日・16日）や日産スタジアムライブ（2014年7月26日・27日）のバックダンサーとして出演した。この時期は「3B junior」という名前は出ているが、レッスン生扱いでもあったのではっきりとはメンバー名が紹介されていなかった。
2014年11月1日より本格的な活動を開始。27人体制で結成したが、結成後間もなくして宮前怜央が脱退したため、以降26人体制となる。
グループ内に、奥澤村、リーフシトロン、マジェスティックセブンの3つのユニットがあり、中原咲耶はどのユニットにも所属していないが、さくちゃんとじぃじというプロジェクトがある（ユニット名ではなく、プロジェクトと称している）。各ユニットの所属メンバーは、後述のメンバー項を参照。
また、ユニットの枠を超えて、TV番組「清塚信也のガチンコ3B junior」の企画から誕生した、ガチンコ3という選抜ユニットがあり、雨宮かのん、鈴木萌花、愛来の3人で構成され、オリジナル曲も披露している。2017年6月22日から栗本柚希が加わった。また、2018年4月29日からガチンコ3から派生で、栗本柚希と鈴木萌花からなるギターデュオ 栗もえか がある。栗本の卒業で11月13日で解散して以降はあいらもえかとして活動している。ただし、3B自体も既に解散しているので派生ユニットとは言えなくなっている
なお、3B juniorの活動開始からロッカジャポニカおよびはちみつロケットも3B juniorの1ユニットとして活動してきたが、ロッカジャポニカ は2016年12月18日をもって、また、はちみつロケットも2018年2月4日 をもって、それぞれ無期限武者修行と称し、3B juniorの活動から離れることが発表された。これらにより、3B juniorのメンバーは12人減り、公式サイト上も14人体制に変更となった。
2018年11月3日をもって活動を終了した。

## 略歴

### 3B junior本格結成前
- 2013年12月01日 - 品川ステラボールにて「スターダスト芸能3部～3B Junior オーディション2013 1期生募集！～」（全員面接第一審査）が行われた。
- 2014年03月15・16日 - ももいろクローバーZ「ももクロ春の一大事 2014 国立競技場大会 ～NEVER ENDING ADVENTURE 夢の向こうへ～」（場所：新宿区・国立競技場）にバックダンサーとして3B juniorが初めてステージに立った。（3B junior本格結成前のため、3B juniorのメンバー名は紹介されていない。）
- 2014年07月26・27日 - ももいろクローバーZ「ももクロ夏のバカ騒ぎ2014 日産スタジアム大会」（場所：横浜市・日産スタジアム）にバックダンサーとして出演。（3B junior本格結成前のため、3B juniorのメンバー名は紹介されていない。）

### 3B junior本格結成後
- 2014年11月01日 - アイドルグループとしての3B juniorの本格活動を開始(活動に先立ち、レッスンは同年02月より開始)。結成時のメンバーは27人体制であった。
- 2014年11月08日 - 『ミュージックフェア』（フジテレビ）に出演。ももいろクローバーZ、南こうせつのバックダンサーとして『七色のスターダスト』を披露した。
- 2014年11月24日 - ももいろクローバーZのライブである、「女祭り2014 〜Ristorante da MCZ」の男性限定ライブビューイング「女祭り2014 メンズ限定非公式のぞき見大会『サンクチュアリ』」（場所：東京国際フォーラム）のオープニングアクトで、初めて舞台に立ち、これがお披露目となった。
- 2014年12月06日 - ももいろクローバーZ「ももクリ2014 事前物販」（場所：千葉市・幕張メッセ）内「愛♡矢島博 2014冬」有料観覧ステージ「3B junior発表会」に出演。
- 2014年12月08日 - 宮前怜央の名前が3B junior公式サイトから消える。数日後一時的に復活するが、その後また間もなく削除され公式発表のないまま脱退した。以降、26人体制となる。
- 2015年01月25日 - 初の冠番組である、「3B juniorの星くず商事」（BS朝日、制作・トリックスター）が放送開始される。
- 2015年01月28日 - 「3B juniorの星くず商事」の収録中に事故発生、メンバー1人が入院。詳細は番組の記事参照。
- 2015年04月25日 - 西武園遊園地にて第1回定例公演を開始。以降月1回程度のペースで定例公演を行う。
- 2015年08月02日 - TIF（東京アイドルフェスティバル）に出演。[注 5]
- 2015年08月14日 - 初の単独ライブ「3B junior 浅草大歌謡ショー」を浅草公会堂で開催し、現体制での初シングル「Fragile Stars/勇気のシルエット」を手売りで発売開始[3]。
- 2015年08月28日 - 大宮アルシェを皮切りに「3B junior ファーストツアー 東京湾」を開催。
- 2015年12月27日 - 品川のステラボールにて、単独ライブである「3B junior季節はずれのX'mas party『のんびりサンタさんがやってきた』」を実施した。この中で各ユニットの新曲、マジェスティックセブンの『未知とのSo Good!!』、奥澤村の『STAND UP!!!』、はちみつロケットの『WARE-WARE-WA』、ロッカジャポニカの『ワールドピース』が披露された。
- 2016年01月8・9日 - スターダストプロモーションのイベントである「俺の藤井 2016 in さいたまスーパーアリーナ?Tynamite!!?」に出演。1月08日は、『ワンデイワールドリーグ戦』と題した、グループ1対1のバトル形式のステージに出演。1月09日は『やっぱりライブ!スタフェス?2016?』と題したメインステージ、および『スターダストヤングライオンステージ』と題したサブステージ公演に出演した[4]。
- 2016年04月28日 - 冠番組となる音楽番組、「清塚信也のガチンコ3B junior」（フジテレビNEXT）が放送開始される。
- 2016年05月01日 - ダイバーシティ東京を皮切りに「3B junior セカンドツアー 関東平野」を開催。
- 2016年09月07日 - 初のアルバムとなる、「3B junior ファースト・アルバム 2016」（STARDUST RECORD）をリリース。ユニット曲を含め全17曲収録。また、初回限定版には、「3B junior 浅草大歌謡ショー」（2015年開催）のライブがほぼ丸ごと収録されたBlu-rayディスク（140分）が付属となり、3B juniorの単独ライブ映像が商品化されたのも、これが初となった。

### ロッカジャポニカ無期限武者修行入り後
- 2016年12月18日 - クリスマス公演である「真冬の大決闘〜クリスマスなんて大っキライ!!〜」（場所：東京都豊島区、シアターグリーン）の最終公演日に、ロッカジャポニカが無期限武者修行と称し、3B juniorの活動から離れることが発表された。
- 2017年01月16日 - うらんが体調不良のため一時活動休止することが発表される[5]。
- 2017年03月18日 - 3B junior「第24回定例公演」（場所：東京都杉並区、西荻地域区民センター）にて『はじまりのはじまり』初披露。
- 2017年04月01日 - 3B junior春のコンサート「3B junior 春の全力レビュー 2017 遥かなるアポロンの彼方へ」（場所：EX THEATER ROPPONGI）を開催。『星たちの饗宴（うたげ）〜アポロンと共に〜』『Invisible Walls』『Shangri-La』初披露。
- 2017年04月8・9日 - ももいろクローバーZ「ももクロ 春の一大事2017 in 富士見市～笑顔のチカラ つなげるオモイ～」の「てまきパーク」てまきステージFIF2017（場所：埼玉県富士見市・富士見市立東中学校 校庭）に出演。
- 2017年07月09日 - 「アイドル横丁夏まつり!!〜2017〜」（場所：横浜赤レンガパーク）DAY2、横丁1番地に3B junior及び各ユニット出演
- 2017年07月16日 - 「3B juniorサマーツアー2017「遥かなるアポロンの彼方へ！」」（～9月03日）
- 2017年07月22日 - 「SEKIGAHARA IDOL WARS 2017 〜関ケ原唄姫合戦〜」（場所：岐阜県不破郡関ケ原町・桃配運動公園）DAY1、豊臣ステージ・徳川ステージに出演。
- 2017年08月04日 - 「TOKYO IDOL FESTIVAL 2017」（場所：お台場・青海周辺エリア）に出演。
- 2017年08月06日 - ももいろクローバーZ「ももクロ夏のバカ騒ぎ2017」（場所：味の素スタジアム）の ヤジスタ で開催された「しがこうげんアイドルフェスティバル（SIF)」のOPアクト出演。
- 2017年09月10日 - 「夏の魔物2017 in KAWASAKI」（場所：川崎市東扇島東公園・特設会場）に3B junior及び各ユニット出演
- 2017年09月30日 - 「3B junior「秋の収穫祭 3B junior秋の夜長の音ナイト」（場所：TSUTAYA O-Crest）開催
- 2017年10月21・22日 - 「未来科学の3B junior 未来編」（場所：ららぽーと豊洲）開催
- 2017年11月05日 - 「3B junior 「秋の収穫祭Ⅲ」帰ってきた！未来科学の3B junior～雨の心配いりま編～」開催
- 2017年11月19日 - 「3B junior 「秋の収穫祭Ⅳ」3B junior シンガーソングランナー?目指せ完奏! 歌う!!下北沢マラソン?」開催
- 2017年12月10日 -「AKB紅白歌合戦2018」栗本柚希出演（AKB48・横山由依と『SiaのChandelier』を歌唱）
- 2018年01月08日 - 「3B junior It's 賀☆SHOW TIME!!2018」（場所：恵比寿 The Garden Hall）開催

### はちみつロケット無期限武者修行入り後
- 2018年02月04日 - 「3B junior やるっきゃないっショー」（場所：日テレらんらんホール）開催。本公演をもって、はちみつロケットが無期限武者修行。また、はちみつロケットを送り出す曲として「まけずぎらい」を初披露。
- 2018年02月17日 - 「ももクロ・エビ中緊急生特番! STARDUST PLANET発足記念大感謝パーティー」出演
- 2018年03月25日 - 「3B junior はじまRe:START?全く新しい3Bってこういうことさ!!?」（場所：吉祥寺CLUB SEATA）開催
- 2018年04月21日・22日 - ももいろクローバーZ「ももクロ春の一大事2018 in 東近江市」（場所：布引運動公園陸上競技場【布引グリーンスタジアム】）のサテライトパーク「SFP-しがフレンドパーク-」にて各ユニットにて出演
- 2018年04月29日 - 永山真愛が諸事情のため9月まで活動休止[6]
- 2018年04月29日 - OTODAMA SEA STUDIO前夜祭DAY2（場所：豊洲PIT）に奥澤村出演
- 2018年04月29日 -「コアラモード.×栗もえかジョイントコンサート」（場所：フジテレビ マルチシアター）に栗本柚希と鈴木萌花出演
- 2018年05月03日 -「ミミミユ生誕祭「シンデレラの金縛り」」（場所：高円寺HIGH）にリーフシトロン出演
- 2018年05月19日 -「月刊アイドル祭 VOL.9 〜炎の3MAN SPECIAL!!〜」（フジさんのヨコ）に奥澤村出演
- 2018年05月19日 -「videobrother×栗もえかジョイントコンサート」（場所：フジテレビ マルチシアター）に栗本柚希と鈴木萌花出演
- 2018年05月26日 -「@JAM 2018」（場所：Zepp DiverCity）に3B junior出演
- 2018年05月30日 -「ガチンコ3配信アルバム「扉の向こう」」DL配信開始
- 2018年06月02日 -「3Bjunior 夏の3B開幕戦〜いっちょやっちゃいま初夏!〜」（場所：duo MUSIC EXCHANGE）開催。新曲「バトルロイヤル」を初披露。
- 2018年06月03日 -「奥澤村 ノンアルコールライブ」（場所：松屋銀座 屋上(美しくなるビアガーデン)）開催
- 2018年06月03日 -「ガチンコ3 『扉の向こう』 レコ発イベント」（場所：フジテレビ本社1F マルチシアター/HMVエソラ池袋）愛来・栗本柚希・鈴木萌花開催
- 2018年06月09日 -「榊いずみx栗もえかジョイントライブ」（場所：フジテレビ マルチシアター）に栗本柚希と鈴木萌花出演
- 2018年06月22日 -「Anly x Leola 〜Sun Night〜」（場所：渋谷WWW）にOPアクトとして栗本柚希と鈴木萌花出演
- 2018年06月29日 -「スタプラ東京Vol.1」（場所：渋谷WWW X）にOPアクトとしてマジェスティックセブンが出演
- 2018年07月07日・8日-「アイドル横丁夏まつり!!〜2018〜」（場所：横浜赤レンガパーク）に3B junior・マジェスティックセブン・奥澤村・リーフシトロンが出演
- 2018年07月14日 -「GIRLS' FACTORY NEXT DAY3」（場所：ZEPP TOKYO）に栗本柚希と鈴木萌花出演
- 2018年07月25日 -「SEAdLINNNG〜SUMMER BLAST 2018〜」（場所：後楽園ホール）にリングアナウンサーとして大平ひかるが出演
- 2018年08月03日~5日-「TOKYO IDOL FESTIVAL2018」（場所：お台場・青海周辺エリア）に3B junior及び各ユニット出演
- 2018年08月04日 -「MomocloMania2018」サテライトパーク「FUMIHIKO PICNIC 2018」内ステージ『FUMIHIKO STAGE』（場所：ZOZOマリンスタジアム）にOPアクトとしてマジェスティックセブン出演
- 2018年08月12日 -「奥華子×栗もえか(愛来入り)」（場所：マイナビステージ）に栗本柚希・鈴木萌花・愛来出演
- 2018年08月18日 -「OTODAMA SEA STUDIO 2018 tvk「ミュートマ2」presents帰ってきたアイドル・オン・ザ・ビーチin三浦海岸」（場所：OTODAMA SEA STUDIO）に奥澤村出演
- 2018年08月19日 -「コアラモード.×栗もえか(愛来入り)」（場所：ららぽーと横浜）に栗本柚希・鈴木萌花・愛来出演
- 2018年08月26日 -「@JAM EXPO 2018」（場所：横浜アリーナ）に3B junior及び各ユニット出演
- 2018年09月05日 -「SEAdLINNNG～ENDLESS SUMMER!～」（場所：後楽園ホール）にリングアナウンサーとして大平ひかるが出演
- 2018年09月08日 -「たんこぶちん×栗もえか」（場所：フジテレビ マルチシアター）に栗本柚希と鈴木萌花出演
- 2018年09月15日 -「ビードローズx栗もえか(愛来入り) ジョイントライブ」（場所：フジテレビ マルチシアター）に栗本柚希・鈴木萌花・愛来出演
- 2018年09月22日 -「イナズマロックフェス」（場所：）に栗本柚希と鈴木萌花出演
- 2018年09月30日 -「加藤いづみ×栗もえか ジョイントライブ」に栗本柚希と鈴木萌花出演
- 2018年10月03日 -「SEAdLINNNG～d-HIGHER 2018！～」（場所：後楽園ホール）にリングアナウンサーとして大平ひかるが出演
- 2018年10月06日 -「道玄坂FINAL COUNTDOWN〜さよならの向こう側〜DAY1 リーフシトロン「Last Date」」開催。同日を以てリーフシトロンの活動終了が告知された。
- 2018年10月07日 -「道玄坂FINAL COUNTDOWN～さよならの向こう側～DYA2 奥澤村「奥澤村魂〜平成も最後〜」開催。同日を以て奥澤村の活動終了が告知された。
- 2018年10月08日 -「道玄坂FINAL COUNTDOWN〜さよならの向こう側〜DAY3 さくちゃんとじぃじ「親離れ」/マジェスティックセブン「完」」開催。同日を以て両グループの活動終了が告知された。
- 2018年10月20日 - 3B junior 「Fork in the road of fate」開催。この公演にて各メンバーの進退について発表。3B juniorの今後については、11月03日に開催予定の3B junior「Cell Division〜細胞分裂〜」にて発表。
- 2018年*卒業：中原咲耶（学業優先の為）/斎藤夏鈴（事務所も退所）/小田垣陽菜（女優へ）/栗本柚希（進学の為・事務所も退所）/葉月智子（女優/モデルへ）/中村優（事務所も退所）/永山真愛（未定）/奥澤レイナ（事務所も退所）/うらん（女優）
- 2018年*継続：小島はな/市川優月/大平ひかる/鈴木萌花/愛来
- 2018年*公式の発表及びメンバーからのコメント
- 2018年11月03日 -「Cell Division〜細胞分裂〜」でロッカジャポニカ、はちみつロケットを含む26人でのラストライブが開催され、10月20日に発表のなかったうらんについて本人より今後について女優の道へ進むことが発表された。このラストライブを以て3B juniorは活動を休止するが、3B juniorの活動を継続する5人は、アメフラっシという新しいアイドルグループとして活動を行うことが告知された[7]。

## 最終メンバー
※ 2018年11月3日活動終了時点。
| 名前       | よみ            | 生年月日               | 出身地   | ニックネーム           | 所属ユニット           |
| ---------- | --------------- | ---------------------- | -------- | ---------------------- | ---------------------- |
| 愛来       | あいら          | 2002年12月8日（22歳）  | 東京都   | ねぇさん               | 奥澤村                 |
| 市川優月   | いちかわ ゆづき | 2003年11月2日（21歳）  | 東京都   | ゆづ、ちびゆづ         | マジェスティックセブン |
| うらん     | うらん          | 1999年10月12日（25歳） | 東京都   | うらん師匠             | マジェスティックセブン |
| 大平ひかる | おおひら ひかる | 2002年7月23日（22歳）  | 東京都   | ひっか                 | マジェスティックセブン |
| 奥澤レイナ | おくざわ れいな | 1999年2月16日（26歳）  | 神奈川県 | れいちぇる             | 奥澤村                 |
| 小田垣陽菜 | おだがき ひな   | 2002年1月30日（23歳）  | 京都府   | ひなちゅん             | マジェスティックセブン |
| 栗本柚希   | くりもと ゆずき | 2000年10月5日（24歳）  | 長崎県   | くりりん               | リーフシトロン         |
| 小島はな   | こじま はな     | 2004年2月26日（21歳）  | 東京都   | はなちゃん             | マジェスティックセブン |
| 斎藤夏鈴   | さいとう かりん | 2000年10月29日（24歳） | 神奈川県 | かりりん、りん         | マジェスティックセブン |
| 鈴木萌花   | すずき もえか   | 2002年2月5日（23歳）   | 東京都   | もえちん               | マジェスティックセブン |
| 中原咲耶   | なかはら さくや | 2004年10月1日（20歳）  | 東京都   | さくちゃん             | さくちゃんとじぃじ     |
| 中村優     | なかむら ゆう   | 1999年9月15日（25歳）  | 神奈川県 | ゆうちゃん、ちゃんゆう | 奥澤村                 |
| 永山真愛   | ながやま まあり | 2002年9月1日（22歳）   | 神奈川県 | まあり、まあっしー     | 奥澤村                 |
| 葉月智子   | はづき ともこ   | 1998年5月12日（27歳）  | 東京都   | ちょもちゃん           | リーフシトロン         |

無期限武者修行により3B juniorの活動から離れていたロッカジャポニカの内山あみ・椎名るか・高井千帆・内藤るな・平瀬美里については「ロッカジャポニカ」を、はちみつロケットの雨宮かのん・澪風・華山志歩・公野舞華・塚本颯来・播磨怜奈・森青葉については「はちみつロケット」を、それぞれ参照。

## 出演

### 音楽番組
- ミュージックフェア（2014年11月8日 、フジテレビ）
- 清塚信也のガチンコ3B junior（2016年4月28日 -、フジテレビNEXT）
- 清塚信也のガチンコスターダストプラネット（2017年10月26日 -、フジテレビNEXT）
- コアラモード.小幡康裕のガチンコスターダストプラネット（2018年4月9日 -、フジテレビNEXT）

### バラエティ番組
- 3B juniorの星くず商事（2015年1月25日未明・早朝（24日深夜） - 2015年2月1日未明・早朝（月31日深夜）、BS朝日）[注 6]

## ディスコグラフィ

### シングル
| # | タイトル                                      | 発売日        | 備考                     |
| - | --------------------------------------------- | ------------- | ------------------------ |
| 1 | Fragile Stars/勇気のシルエット                | 2015年8月14日 | 両A面シングル 手売り限定 |
| 2 | STARDUST FANTASIA/ひとつよろしくどうぞ        | 2016年4月16日 | 両A面シングル 手売り限定 |
| 3 | まけずぎらい/バトルロイヤル/Sneaker’s Delight | 2018年10月6日 | シングル 手売り限定      |

### アルバム
| # | タイトル                                                          | 発売日        | 最高位 | 収録曲 | 備考                                |
| - | ----------------------------------------------------------------- | ------------- | ------ | --- | ----------------------------------- |
| 1 | 3B junior ファースト・アルバム 2016                               | 2016年9月7日  | 12位   | M1. Stardust Fantasia / 3B junior M2.恋メラ / はちみつロケット M3.ギリギリサマー / はちみつロケット M4.WARE-WARE-WA / はちみつロケット M5.お願いメテロティス / はちみつロケット M6.HAPPY★LOOPER / 奥澤村 M7.スパイス少女 / 奥澤村 M8. STAND UP !!! / 奥澤村 M9.ゆめかなエール / リーフシトロン M10.たんぽぽ / リーフシトロン M11.青春ペダル / リーフシトロン M12.未知とのSo Good!! / マジェスティックセブン M13.友情のPlanet / マジェスティックセブン M14.WEE FIGHT OH!!!!! / ロッカジャポニカ M15.走れ！ / ロッカジャポニカ M16.原色エモーション / 3B junior M17.想い星 / 3B junior | 【初回限定盤】 CD＋BD 【通常盤】 CD |
| 2 | 3B junior 春の全力レビュー2017 遥かなるアポロンの彼方へ           | 2017年8月30日 |        | 〈1部〉 M1.星たちの饗宴 ～アポロンと共に～ M2.ひとつよろしくどうぞ M3.Stardust Fantasia M4.はじまりのはじまり M5.夏花火センチメンタル M6.春一番/鈴木萌花・播磨怜奈・澪風 M7.I'm in The Mood for Dancing/雨宮かのん・奥澤レイナ・栗本柚希・森青葉 M8.My Way/市川優月 M9.原色エモーション M10.想い星 M11.Fragile Stars M12.Invisible Walls M13.バン バン バン/小島はな・斎藤夏鈴・塚本颯来・中村優・大平ひかる・小田垣陽菜・公野舞華・中原咲耶 M14.上を向いて歩こう/愛来・葉月智子・華山志歩 M15.ベリメリ・クリスマス M16.Shangri-La M17.七色のスターダスト 〈2部〉 M18.友情のPlanet/マジェスティックセブン M19.HAPPY★LOOPER/奥澤村 M20.アダムスキーじいさん/さくちゃんとじいじ M21.たんぽぽ/リーフシトロン M22.フレンドリーム/はちみつロケット M23.勇気のシルエット 特典映像 3B junior 春の全力リハーサル2017 | Blu-ray                             |
| 3 | 3B junior 春の全力レビュー2017 遥かなるアポロンの彼方へSOUNDTRACK | 2017年8月30日 |        | CD M1.星たちの饗宴 ～アポロンと共に～ M2.ひとつよろしくどうぞ M3.Stardust Fantasia M4.はじまりのはじまり M5.夏花火センチメンタル M6.春一番/鈴木萌花・播磨怜奈・澪風 M7.I'm in The Mood for Dancing/雨宮かのん・奥澤レイナ・栗本柚希・森青葉 M8.My Way/市川優月 M9.原色エモーション M10.想い星 M11.Fragile Stars M12.Invisible Walls M13.バン バン バン/小島はな・斎藤夏鈴・塚本颯来・中村優・大平ひかる・小田垣陽菜・公野舞華・中原咲耶 M14.上を向いて歩こう/愛来・葉月智子・華山志歩 M15.ベリメリ・クリスマス M16.Shangri-La M17.七色のスターダスト 初回限定盤Blu-ray内容 『3B junior 春の全力レビュー2017 遥かなるアポロンの彼方へ Live Blu-ray』ダイジェスト | 【初回限定盤】 CD+BD 【通常盤】 CD  |

## ライブ出演情報

### 2014年
| No. | 公演名                                                         | 開催日時 | 開催場所                    | ユニット                | 備考 |
| --- | -------------------------------------------------------------- | -------- | --------------------------- | ----------------------- | --- |
| 1   | 愛♡矢島博2014冬 大阪70 はちみつロケット・奥澤村ライブ 1部／2部 | 12月13日 | 大阪 インテックス大阪 1号館 | はちみつロケット 奥澤村 | M1. 未来へススメ（ハチミツロケット） M2. 労働参加（奥澤村） M3. ツヨクツヨク（ハチミツロケット＆奥澤村） |

## 旧 3B junior

### 概要

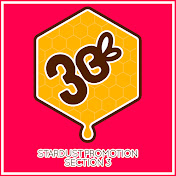
（旧）3B junior時代末期のロゴマーク。2014年1月1日に発売されたシングルCD『七色のスターダスト』のジャケットに付されている。

かつては、芸能3部（現 第三事業部）の高校生以下の女性タレント全員が属し、演技レッスンの一環として歌やダンスの発表活動を行うための部署であった。そのため、いずれかのグループ（ももいろクローバーZなど）に属している場合でも高校生以下であれば3B juniorのメンバーであり、高校卒業と同時に3B juniorから外れる仕組みになっていた。
名前の由来は、芸能3部（当時）と3年B組金八先生の掛け合わせである。
2014年に、女優ではなくアイドル育成に特化したグループとして独立・再編。これにより、当時どのグループにも属さないタレントのみで構成されることとなった。

### メンバー
- ももいろクローバーZ

百田夏菜子・玉井詩織・佐々木彩夏・有安杏果・高城れに・早見あかり
- 私立恵比寿中学

真山りか・安本彩花・廣田あいか・星名美怜・松野莉奈・柏木ひなた・瑞季・杏野なつ・鈴木裕乃
- チームしゃちほこ

秋本帆華・咲良菜緒・安藤ゆず・大黒柚姫・坂本遥奈・伊藤千由李
- たこやきレインボー

堀くるみ・根岸可蓮・春名真依・彩木咲良・清井咲希・奈良崎とわ
- momonaki

momoko（のちの唯月ふうか）・谷川菜奈・矢野妃菜喜
- creamy♥parfait（クリィミー・パフェ）

伊倉愛美・藤白すみれ・春日南歩
- KAGAJO☆4S

奥澤レイナ・小田桐汐里・藤本杏・内山あみ
- みにちあ☆ベアーズ

斎藤夏鈴・内藤るな・國光真央・芽奈・椎名るか・塚本颯来・高井千帆・小田垣陽菜・巨勢紫・平瀬美里・高見真愛・石黒詩苑・愛来
その他
- 山野井まやか
- 谷まりあ
- 桐嶋ヒナタ
- 岡崎歩美
- 奏美
- 福本エミ
- 春日南歩
- 白川燿子
- 小松菜奈
- 小室ゆら
- 山岸明日香
- 山咲美月
- 一条萌夏
- 金子舞優名
- 蒼井涼香
- 小川千尋
- 冨満奈桜
- 谷川菜奈
- 高橋春織
- 七木奏音
- 香田辺柚梨
- 斉藤沙良
- 星井美咲
- 南山あずさ
- 来夢
- 矢野優花
- 小池梨緒
- 中村舞
- 本瀬まゆ
- 朱音
- 仲谷香春
- 宇野愛海
- 江璃
- 夏川桃菜
- 小見山はな
- 橘里依
- 美咲アリス
- 白石真琴
- 滝澤史
- 小川真由
- 堤望綺
- 大城佳子
- 辻野かなみ
- 夏希
- 田辺桃子
- 浅見姫香
- 赤谷玲菜
- ゆきの
- 乗峯芽衣
- 希山愛
- 横山未空
- 小笠原妃乃
- 麗愛
- 高橋咲樹
- 雪代花野
- 岡村梨里
- マイリー
- 加藤未来
- 新井まりあ
- 理佐
- 白川怜奈
- 長城祝華
- 桐谷レナ
- 佐久間かな
- 佐久間すず
- 小出華苑
- 櫻愛里紗
- 鮫島彩華
- もも
- みみ
- ひかる
- 青山愛依
- 丸山真央
- 勝又春
- 本庄風月
- 桜木せいら
- 高井つき奈
- 夏緒
- 長尾寧音
- 大久保聡美
- 青山奈桜

### ディスコグラフィ

#### シングル
| # | タイトル           | 発売日       | 最高位 | 備考                                                         |
| - | ------------------ | ------------ | ------ | ------------------------------------------------------------ |
| 1 | 七色のスターダスト | 2014年1月1日 | 2位    | 作詞：伊勢正三・南こうせつ／作曲：南こうせつ／編曲：瀬尾一三 |

#### アルバム
| # | タイトル                     | 発売日        | 最高位 | 収録曲 | 注釈                                |
| - | ---------------------------- | ------------- | ------ | --- | ----------------------------------- |
| 1 | 3-B Jr.ぷちアルバム          | 2008年8月30日 | -      | KISS OF BEACH♥ （川上桃子、権藤葵、玉井詩織、伊倉愛美、桜木せいら） VOICE （川上桃子、権藤葵、玉井詩織） After School （桜木せいら） ラフスタイル （ももいろクローバー） MILKY WAY （ももいろクローバー） あの空へ向かって （ももいろクローバー） Rainy Day （川上桃子、権藤葵） ケ・キエロ・セラ （桜木せいら、新木優子） ひとりじゃないよ （川上桃子、権藤葵、玉井詩織、伊倉愛美、桜木せいら） |                                     |
| 2 | スタダ 3Bjunior ラスト大全集 | 2014年1月1日  | 4位    | One LOVE (チーム大王イカ and ホタルイカ) Chocolate Burning (たこやきレインボー) ダイビング (たこやきレインボー) ふじっこQQQのテーマ (KAGAJO☆4S) かえしてニーソックス (creamy♥parfait) エンジェル☆マジック (creamy♥parfait) くちびる (creamy♥parfait) 抱きしめてジェラシー (creamy♥parfait) 恋するオトメゴコロ (creamy♥parfait) Dream Wave (飛鳥 凛) ケ・キエロ・セラ (桜木せいら、新木優子) After School (桜木せいら) 三部JAPAN応援歌 (チーム大王イカ) ベビーローションZ (チームホタルイカ) みにちあ応援歌 (みにちあ☆ベアーズ) KISS OF BEACH♥ (川上桃子、権藤葵、玉井詩織、伊倉愛美、桜木せいら) ひとりじゃないよ (川上桃子、権藤葵、玉井詩織、伊倉愛美、桜木せいら) VOICE (川上桃子、権藤葵、玉井詩織) Rainy Day (川上桃子、権藤葵) Hey Mr.DJ（for super generation） (momonaki) 君さえいれば from LOCO MACK (momonaki) GLORY DAYS（FULL VERSION） (momonaki) 桃桃～ももももーそーももものうち～ (momonaki) Fallin' Snow (momonaki) 教室 (桃 × yusukeP feat.初音ミク) | 旧 3B junior としてのラストアルバム |

#### DVD・Blu-ray
| # | タイトル                         | 発売日        | DVD順位 | Blu-ray順位 | 規格品番                                       | 注釈              |
| - | -------------------------------- | ------------- | ------- | ----------- | ---------------------------------------------- | ----------------- |
| 1 | 3Bjunior LIVE FINAL 俺の藤井2014 | 2014年4月23日 | 28位    | 8位         | SDMB-102（Blu-ray2枚組） SDMD-0111（DVD2枚組） | 公式サイト PR映像 |

### 書籍
写真集
- 3B junior BOOK 2010 winter （東京ニュース通信社、2009年12月） ISBN 978-4-86336-077-8
- 3B junior BOOK 2010 Summer （東京ニュース通信社、2010年8月） ISBN 978-4-86336-102-7
- 3B junior BOOK 2011 Summer （東京ニュース通信社、2011年8月） ISBN 978-4-86336-157-7
- 3B junior BOOK 2012 winter （東京ニュース通信社、2012年11月） ISBN 978-4-86336-275-8
- 3B junior BOOK 2013 summer 〜school life〜 （東京ニュース通信社、2013年7月） ISBN 978-4-86336-328-1
- 3B junior BOOK 2014 summer 〜3B juniorの夏休み〜 （東京ニュース通信社、2014年7月） ISBN 978-4-86336-416-5

### イベント
2015年以降のイベント（俺の藤井2016やスタプラフェスなど）については「STARDUST PLANET#イベント」を参照。

#### 3B junior 2011 New Year LIVE
2011年1月10日、なかのZERO 小ホールでライブイベント「3B junior 2011 New Year LIVE『3B juniorのZEROからスタート 待ってろサンプラザ！！』」を2部制で開催した。
出演：3B junior、ももいろクローバー、私立恵比寿中学、みにちあ☆ベアーズ、他。

#### 3B junior LIVE 2012
2012年1月8・9日、なかのZERO 小ホールでライブイベント「3B junior LIVE 2012〜3部なでしこ七変化〜」開催した。両日とも2部制で全4公演。
2012年8月24日にDVD「3Bjunior たまらないビデオ〜2012望郷〜」を発売した。
出演：3B junior、私立恵比寿中学、みにちあ☆ベアーズ、チームしゃちほこ、他。

#### スタダ芸能3部祭り2013
2013年1月5・6日、新木場STUDIO COASTでスターダスト芸能3部（現 第三事業部）の女性タレント部門「3B junior」のイベント「スタダ芸能3部祭り2013」を開催した。
1日目の出演者
3B junior、私立恵比寿中学、チームしゃちほこ、高城れに
2日目の出演者
3B junior、私立恵比寿中学、チームしゃちほこ、百田夏菜子、有安杏果
両日のオープニングアクト：みにちあ☆ベアーズ

#### 俺の藤井 2014
2014年1月4日、群馬・グリーンドーム前橋でライブイベント「3Bjunior LIVE FINAL 俺の藤井 2014」を開催した。
2014年4月23日に映像作品「3Bjunior LIVE FINAL 俺の藤井2014」（Blu-ray、DVD）を発売した。
開催前の2014年1月1日に3B junior名義のシングル『七色のスターダスト』、アルバム『スタダ 3Bjunior ラスト大全集』をリリースした。
”俺の藤井”限定ユニット「てんかすトリオ」「チーム東名阪」によるパフォーマンス、ライブ終盤に出演者全員で『七色のスターダスト』の披露もあった。
出演者
3B junior
ももいろクローバーZ
私立恵比寿中学
チームしゃちほこ
たこやきレインボー
みにちあ☆ベアーズ
KAGAJO☆4S
チーム大王イカ
チームホタルイカ
てんかすトリオ（有安杏果、柏木ひなた、伊藤千由李）
チーム東名阪（真山りか、安本彩花、大黒柚姫、堀くるみ）